# Marian Pluta
Marian Pluta (ur. 17 marca 1926 w Jeleniu, zm. 27 kwietnia 2019 w Warzymicach) – polski inżynier mechanik, poseł na Sejm PRL III kadencji.

## Życiorys
Syn Władysława i Józefy. Uzyskał wykształcenie wyższe, z zawodu był inżynierem mechanikiem. Pracował na stanowisku zastępcy głównego konstruktora w Zakładach Urządzeń Technicznych w Elblągu. Wstąpił do Polskiej Zjednoczonej Partii Robotniczej, z jej ramienia w 1961 został posłem na Sejm PRL z okręgu Tczew, w trakcie kadencji zasiadał w Komisji Przemysłu Ciężkiego, Chemicznego i Górnictwa.
Został pochowany na cmentarzu Centralnym w Szczecinie.